# Pseudogekko brevipes
Pseudogekko brevipes är en ödleart som beskrevs av  Oskar Boettger 1897. Pseudogekko brevipes ingår i släktet Pseudogekko och familjen geckoödlor. IUCN kategoriserar arten globalt som sårbar. Inga underarter finns listade i Catalogue of Life.